# Ruby (Name)
Ruby ist im englischen Sprachraum seit dem 19. Jahrhundert ein vorwiegend weiblicher Vorname, abgeleitet über den Schmuckstein Rubin (engl. ruby) vom lateinischen ruber mit der Bedeutung „rot“, sowie ein Familienname.

## Namensträger

### Vorname
- Ruby Barnhill (* 2004), britische Schauspielerin
- Ruby Bridges (* 1954), US-amerikanische Bürgerrechtlerin
- Ruby Cruz (* 2000), US-amerikanische Schauspielerin
- Ruby Dee (1922–2014), US-amerikanische Schauspielerin
- Ruby O. Fee (* 1996), deutsche Schauspielerin
- Ruby Grierson (1903–1940), britische Dokumentarfilmregisseurin
- Ruby Hall (* 1993), australische Schauspielerin
- Ruby Jerins (* 1998), US-amerikanische Schauspielerin
- Ruby Keeler (1909–1993), US-amerikanische Schauspielerin und Tänzerin
- Ruby Langford Ginibi (1934–2011), australische Autorin
- Ruby M. Lichtenberg (* 2005), deutsche Schauspielerin
- Ruby Rose (* 1986), australische Schauspielerin, Model, Moderatorin und DJ
- Ruby Rose Turner (* 2005), US-amerikanische Schauspielerin, Sängerin und Tänzerin

### Familienname
- Bernhard Müller-Ruby (1886–1952), deutscher Architekt
- Georg Ruby (* 1953), deutscher Pianist, Komponist und Arrangeur
- Gerhard Ruby (* 1960), deutscher Rechtsanwalt und Autor
- Harry Ruby (1895–1974), US-amerikanischer Drehbuchautor und Komponist
- Jack Ruby (1911–1967), US-amerikanischer Mörder
- Jack Ruby (Musikproduzent) († 1989), jamaikanischer Musikproduzent
- Joe Ruby (1933–2020), US-amerikanischer Trickfilmzeichner, Schriftsteller, Fernsehproduzent und Musikredakteur
- Karine Ruby (1978–2009), französische Snowboarderin
- Lloyd Ruby (1928–2009), US-amerikanischer Automobilrennfahrer
- Luis Ruby (* 1970), deutscher literarischer Übersetzer
- Othmar Ruby (* 1951), österreichischer Motorradrennfahrer
- Pierre Ruby, Pseudonym von Sebastian Reich (* 1983), Bauchredner und Komiker
- Sigrid Ruby (* 1968), deutsche Kunsthistorikerin
- Sterling Ruby (* 1972), US-amerikanischer Künstler
- Sunshine Ruby (* 1939), US-amerikanische Musikerin

### Künstlername
- Ruby (Pornodarstellerin) (* 1972), US-amerikanische Pornodarstellerin